# The Polyphonic Spree
Pour les articles homonymes, voir Spree (homonymie).
The Polyphonic Spree est un groupe pop rock psychédélique et symphonique composé de vingt musiciens emmené par Tim DeLaughter ancien membre de Tripping Daisy. Le groupe comprend une chorale de dix personnes, deux claviéristes, un percussionniste, un bassiste, un guitariste, un flûtiste, un trompettiste, un tromboniste, un violoniste, un harpiste, un joueur de cor français et un maître des effets électroniques. Généralement habillés de longues toges de couleurs, ils véhiculent un message euphorisant et positif à l'image de groupes tels que les Beach boys.

## Histoire
Tim DeLaughter a formé les Polyphonic Spree à Dallas en 1999, après la mort du guitariste Wes Berggren par overdose. Les anciens membres de Tripping Daisy, Mark Pirro et Bryan Wakeland, l'ont très vite rejoint.
L'idée de départ était de créer un show de 30 minutes pour faire la première partie du groupe Grandaddy. Plutôt que de reformer Tripping Daisy ils décident de suivre l'idée de Tim Delaughter de créer un groupe de rock moderne inspiré des groupes des années 1970 tel que Electric Light Orchestra tout en y incorporant une chorale.
Le premier album sort en 2003 The Beginning Stage of…. Initialement le groupe faisait lui-même ses CD qui étaient distribués au concert pour les quelques curieux venus les voir. Ce CD était formé à partir de samples de voix de Tim DeLaughter. Devant le petit succès grandissant le groupe, aidé par une maison de production, sort l'album dans le commerce.
Invité par David Bowie au Royal Festival Hall en 2002 pour le Meltdown Festival, le groupe commence à avoir une certaine renommée en Angleterre.
En 2003 le groupe est lâché par sa maison de production, 679 Recordings. Ironie du sort c'est à cette période qu'il perce dans la culture pop avec différentes apparitions dans des publicités et séries à la télévision  ou sur YouTube et sont même invités à faire la première partie de la tournée A Reality Tour de David Bowie.
Le second Together we're heavy sort en 2004 sous leur nouveau label, Hollywood Records. Pour cet album, le studio indépendant de jeux vidéo Amanita Design réalise un petit jeu d'aventure en flash, mettant en scène les membres du groupe.
Bien que le groupe continue de réunir de plus en plus de personnes à leurs concerts, les critiques sont plutôt mauvaises à l'encontre de cet album. Entertainment Weekly le considère comme le second pire album de 2004, le groupe est accusé de tricher et de véhiculer une joie artificielle. Cependant cela n'entame pas la popularité du groupe qui grandit encore. Ils se produisent en décembre à la remise du prix Nobel de la paix.
En 2005 Tim DeLaughter compose la bande originale du film Âge difficile obscur (Thumbsucker) joué par les Polyphonic Spree.
Le groupe sort son troisième album, The Fragile Army le 19 juin 2007 et cette fois les critiques leur sont favorables, « positivement vivifiant » pour Pitchfork et « probablement le meilleur et le plus profond des albums des Poly » pour Bowie.
2013 voit la sortie d'un single album intitulé Yes, It's True sur le label good records.

## Robes et tenues de scène
Au début les Polyphonic spree étaient vêtus de robes blanches pendant leurs performances donnant une image de pureté, d'espoir et de joie. C'est pour cette raison que le groupe est souvent rattaché à tort à une image de groupe religieux. L'idée vient en fait de Tim DeLaughter qui pensait que 13 personnes portant des vêtements usuels sur scène peuvent distraire le public.
Pour le second album ces robes seront de différentes couleurs, chacune étant censée symboliser la personnalité du porteur.
Puis pour la sortie du troisième les Polyphonic Spree laissent tomber leurs robes (qu'ils continuent tout de même à mettre lors des rappels) et adoptent des tenues de combat noires avec un cœur blanc et une croix rouge (symbole de premiers soins dans de nombreux pays).

## Discographie

### Musique de film
2015: The Big Short

### Apparitions
En 2003 Leur chanson Light and Day/Reach for the Sun est utilisée pour une publicité pour la Volkswagen Beetle et pour IPod. En 2004 ils apparaissent dans la série Scrubs dans l'épisode Mon Choix Cornélien et dans la série Las Vegas dans l'épisode Comme un écho du passé. Light and Day ainsi qu'une version live de It's The Sun sont présentes dans la bande originale de Eternal Sunshine of the Spotless Mind. L'année suivante le titre Light and Day est au générique du documentaire sur l'équipe de rugby en fauteuil roulant américaine Murderball et apparait aussi dans le film Le Lorax en 2011. En 2007 la chaine Sky Sports utilise la chanson Running away pour le reportage de printemps et d'été sur le cricket. En 2008 ils participent à l'album reprise de la bande originale de l'étrange noël de Mr Jack, Nightmare Revisited dans lequel ils interprètent en version longue la chanson Town meeting song. En 2015, l'introduction du clip de leur reprise de la chanson Lithium de Nirvana est visible dans le film The Big Short d'Adam McKay.